# Anthony Bowie
Anthony Bowwie (1963.) je bivši američki košarkaš. Igrao je na mjestu beka šutera i niskog krila. Visine je 198 cm. Igrao je u Euroligi sezone 1998./99. za litavski BC Žalgiris iz Kaunasa. 
Igrao je američku sveučilišnu košarku na koledžu Seminole State College i sveučilištu Oklahoma, za momčad Oklahoma Sooners. Na Draftu 1986. Houston Rocketsi izabrali su ga u 3. krugu kao 66. izbor ukupno. Narednih je šest odigrao u NBA, nakon čega je otišao u Europu.